# Philadelphia Municipal Water Supply

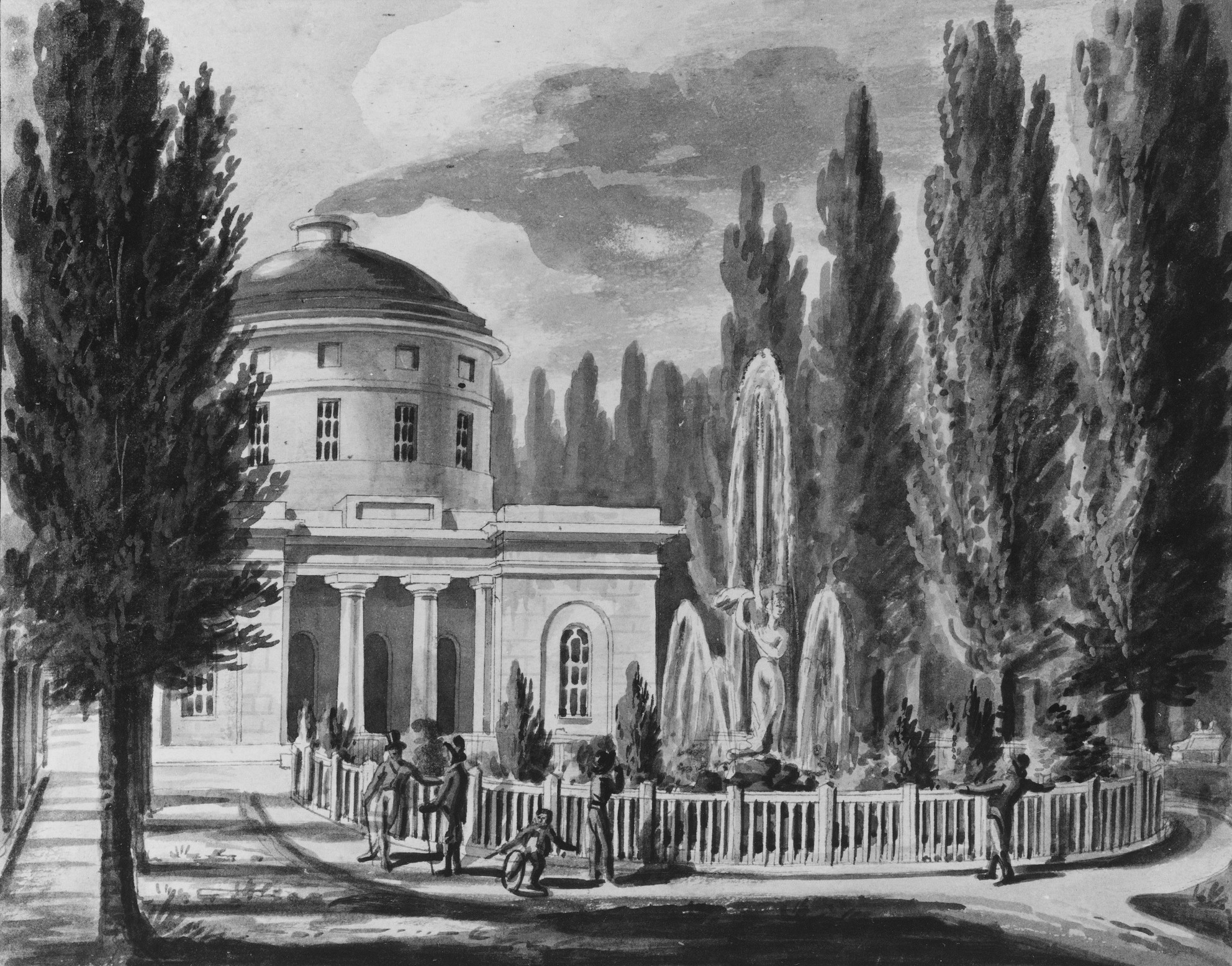
Das erste Wasserwerk am Centre Square ca. 1810

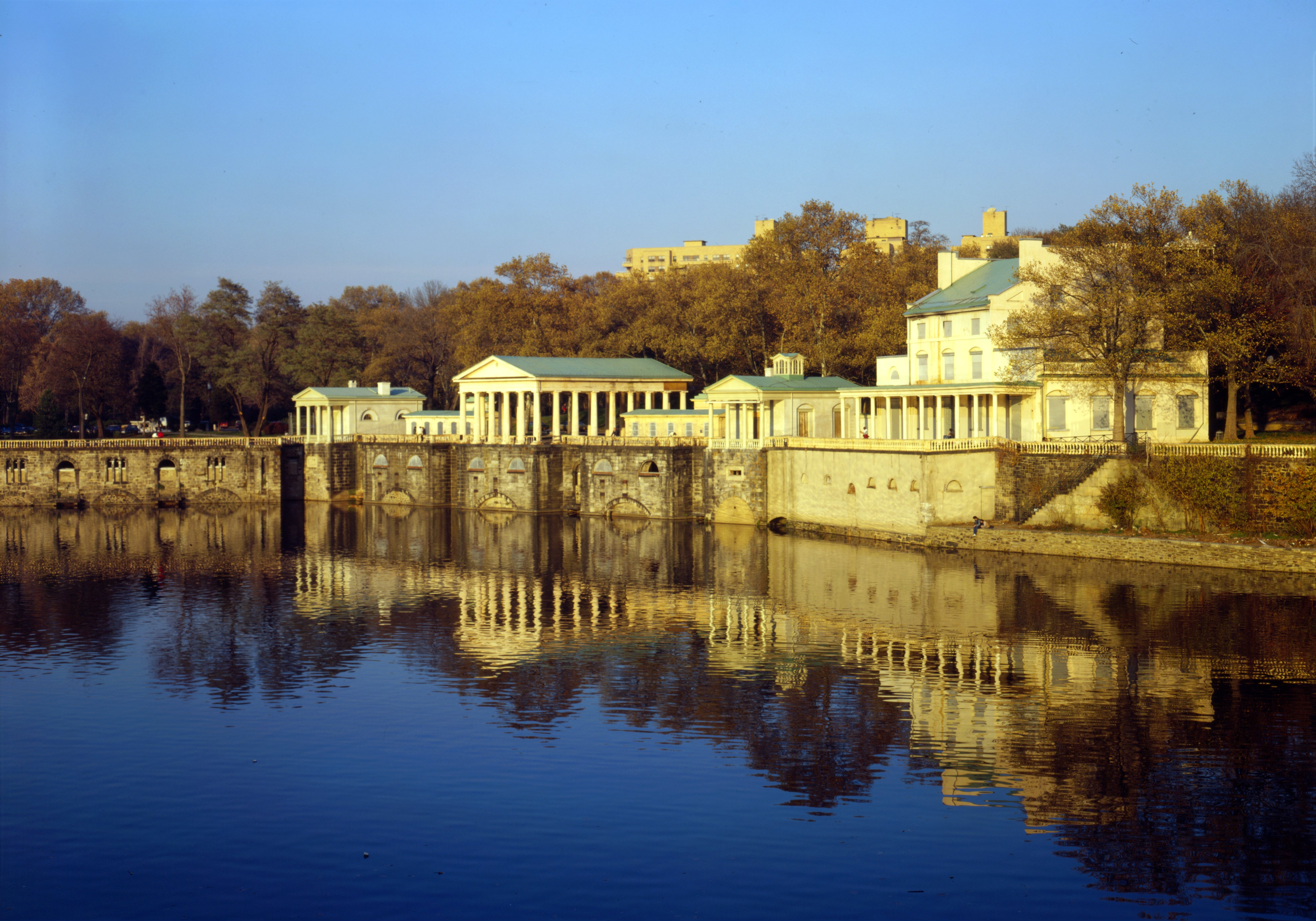
Fairmount Water Works am Schuylkill River

Die Philadelphia Municipal Water Supply, deutsch in etwa Städtische Wasserversorgung Philadelphia, in Philadelphia, Pennsylvania war die erste Wasserversorgung einer Stadt in den Vereinigten Staaten, die Dampfmaschinen zum Pumpen des Wassers benutzte. Sie gilt deshalb als Denkmal der Ingenieurtechnik.

## Geschichte
Im späten 18. Jahrhundert war die Bevölkerung von Philadelphia stark gewachsen, jedoch hatte die damals größte Stadt der USA eine mangelhafte Wasserversorgung, obwohl sie zwischen den beiden Flüssen Schuylkill River und Delaware River lag. Die Leute versorgten sich aus selbst gegrabenen Brunnen, die oft nicht weit entfernt von den Fäkaliengruben lagen. Sauberes Wasser fehlte, sodass es in den Jahren 1793 und 1798 zu Gelbfieber-Epidemien kam, denen bis zu einem Fünftel der Bevölkerung zum Opfer fiel. In der Stadt wurde auch Wasser benötigt, um die Straßen zu reinigen und Brände zu bekämpfen.
Benjamin H. Latrobe, der im Zusammenhang mit dem Bau der Bank von Pennsylvania in die Stadt gezogen war, wurde beauftragt, eine Wasserversorgung für die Stadt zu entwerfen. Philadelphia war eine der ersten Städte in Nordamerika, bei denen die Wasserversorgung nicht durch Private, sondern durch die öffentliche Hand organisiert wurde. Latrobe schlug ein Wasserwerk vor, das das Wasser des Schuylkill Rivers mithilfe von Pumpen auf das Straßenniveau der Stadt hob. Für den Antrieb der Pumpen wurden Dampfmaschinen gewählt – ein Novum in der damaligen Zeit. Der Bau des Wasserwerks begann 1799, die Anlage wurde am 27. Januar 1801 in Betrieb genommen. Die Bevölkerung war anfänglich skeptisch gegenüber der neuen kostenpflichtigen Wasserversorgung, doch bald genügte diese dem Zuspruch der Bewohner nicht mehr. Die Vorratsbehälter im Centre Square erwiesen sich zu klein.
Ein neues leistungsfähigeres Wasserwerk sollte Abhilfe schaffen. Die Stadt ließ direkt am Schuylkill River die Fairmount Water Works bauen, die anfangs ebenfalls mit Dampfmaschinen, ab 1822 aber mit Wasserkraft das Wasser in die Stadt pumpte. Im 19. Jahrhundert entstanden zehn weitere Pumpwerke, die aber bis auf drei Anlagen Anfang des 20. Jahrhunderts stillgelegt wurden, weil das Wasser der Flüsse durch direkt eingeleitete Abwässer so stark verschmutzt war, dass es sich nicht mehr als Trinkwasser eignete. Auch der zum Schutz vor Wasserverschmutzung angelegte Fairmount Park links und rechts des Schuylkill Rivers konnte keine Abhilfe schaffen.

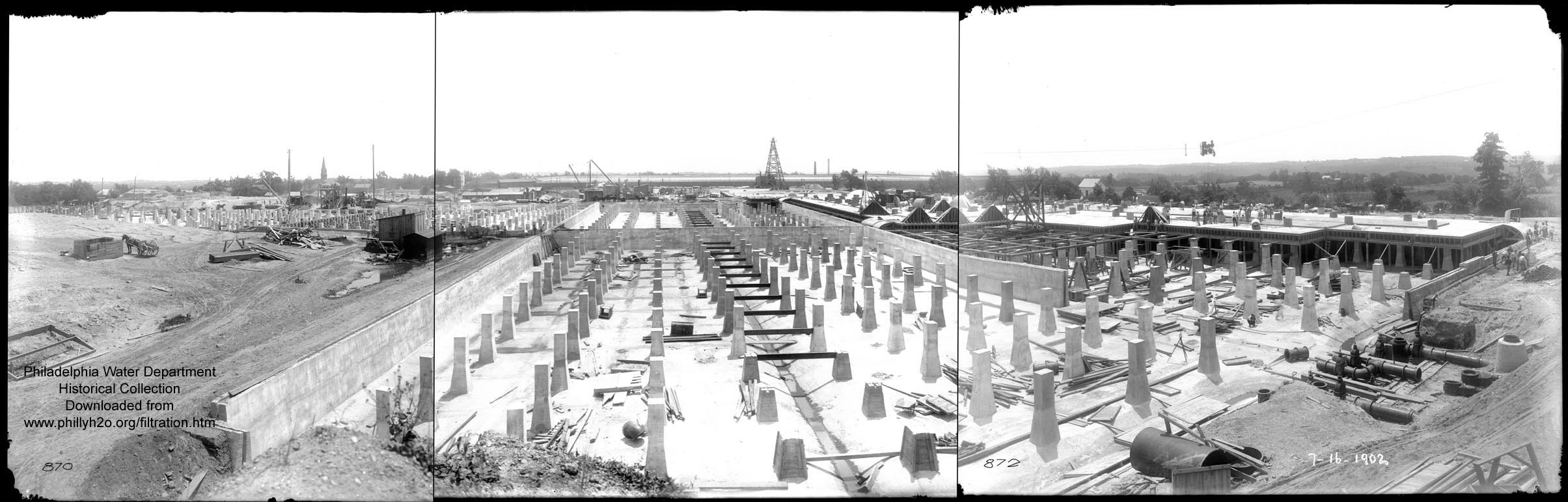
Sandfilter in Upper Roxborough während des Baus 1902

Die Anlage stand bis 1911 in Betrieb, wurde dann aber stillgelegt, weil das Wasser des Flusses für die direkte Verwendung als Trinkwasser zu stark verschmutzt war und vorgereinigt werden musste. Dazu wurden fünf Filtrationsanlagen und den Bau der Wasserleitungen, die notwendig waren, um gefiltertes Wasser aus beiden Flüssen in alle Teile der Stadt zu liefern. Bereits 1900 bewilligte der Stadtrat Mittel zum Bau von fünf Filteranlagen. Die Anlagen wurden im Norden der Stadt gebaut, um das Wasser der Flüsse zu verwenden, bevor es durch die Stadt verschmutzt werden konnte. Es wurde die aus Europa bekannte Technik der Sandfilter angewandt. Die Filter wurden über das neu erstellte Oak Line Reservoir⊙  versorgt, das Reservoir wurde wiederum durch fünf neue Pumpwerke mit Wasser aus den Flüssen versorgt. Die Filteranlagen in Upper und Lower Roxborough waren 1902 fertiggestellt, in Belmont 1904, in Torresdale 1909 und in Queen Lane 1911. Bereits am 1. März 1909 waren alle Häuser der Stadt mit gefiltertem Wasser versorgt. Die Stadt betrieb damals die größten Filteranlagen der Welt und halfen die zuvor allgegenwärtigen Typhuserkrankungen zu vermeiden.
Die Anlagen sind nach über hundert Jahren immer noch in Betrieb. Sie wurden über die Jahre mit zusätzlichen Einrichtungen ergänzt. Bei den heutigen Anlagen wird das Wasser zuerst mit Natriumhypochlorit desinfiziert, fließt dann durch ein Absetzbecken, indem der Prozess durch chemischen Flockungsmittel unterstützt wird, und gelangt danach in einen Sand- und Kohlefilter, bevor es dem Verteilnetz zugeführt wird.